# Scream Aim Fire
Scream Aim Fire — второй студийный альбом группы Bullet for My Valentine, вышедший в 2008 году.
Альбом достиг пятого места в Великобритании, четвёртого в Австралии. За первую неделю было продано 53 000 копии, всего со времени выхода во всем мире он продан тиражом в миллион копий.
Песня Scream Aim Fire вошла в состав видеоигры Guitar Hero World Tour.

## Список композиций
| №                   | Название                                | Длительность |
| ------------------- | --------------------------------------- | ------------ |
| 1.                  | «Scream Aim Fire»                       | 4:26         |
| 2.                  | «Eye of the Storm»                      | 4:02         |
| 3.                  | «Hearts Burst into Fire»                | 4:57         |
| 4.                  | «Waking the Demon»                      | 4:07         |
| 5.                  | «Disappear»                             | 4:05         |
| 6.                  | «Deliver Us from Evil»                  | 5:58         |
| 7.                  | «Take It Out on Me» (feat. Benji Webbe) | 5:52         |
| 8.                  | «Say Goodnight»                         | 4:43         |
| 9.                  | «End of Days»                           | 4:18         |
| 10.                 | «Last to Know»                          | 3:17         |
| 11.                 | «Forever and Always»                    | 6:46         |
| Общая длительность: | Общая длительность:                     | 52:32        |

| №                   | Название                  | Длительность |
| ------------------- | ------------------------- | ------------ |
| 12.                 | «Road to Nowhere»         | 4:19         |
| 13.                 | «Watching Us Die Tonight» | 3:53         |
| 14.                 | «One Good Reason Why»     | 4:04         |
| 15.                 | «Ashes of the Innocent»   | 4:17         |
| Общая длительность: | Общая длительность:       | 69:01        |

| №   | Название                                | Длительность |
| --- | --------------------------------------- | ------------ |
| 12. | «No Easy Way Out» (Robert Tepper Cover) | 4:32         |
| 13. | «Ashes of the Innocent»                 | 4:15         |
| 14. | «Hearts Burst into Fire» (Acoustic)     | 3:56         |
| 15. | «Creeping Death» (Metallica Cover)      | 6:39         |
| 16. | «Crazy Train» (Ozzy Osbourne Cover)     | 4:51         |

| №   | Название                | Длительность |
| --- | ----------------------- | ------------ |
| 12. | «Ashes of the Innocent» | 4:15         |

| №                   | Название                | Длительность |
| ------------------- | ----------------------- | ------------ |
| 12.                 | «Ashes of the Innocent» | 4:17         |
| Общая длительность: | Общая длительность:     | 56:49        |

| №   | Название                                        | Длительность |
| --- | ----------------------------------------------- | ------------ |
| 12. | «Creeping Death» (Metallica Cover)              | 6:39         |
| 13. | «Ashes of the Innocent» (Pre-order bonus track) | 4:14         |

| №   | Название                   | Длительность |
| --- | -------------------------- | ------------ |
| 12. | «Say Goodnight» (Acoustic) | 3:14         |

## Другие издания
Также были выпущены DVD к альбому в двух вариантах — Limited Edition (один видеоклип, минифильм о создании альбома, фото) и Deluxe Edition (дополнительно ещё два видеоклипа). Ограниченным тиражом вышло USB Edition — usb-брелок в виде пули с mp3 версиями композиций плюс дополнительные материалы.

## Позиции в чартах
| Чарт (2008)              | Позиция |
| ------------------------ | ------- |
| Australian Albums Chart  | 4       |
| US Billboard 200         | 4       |
| UK Albums Chart          | 5       |
| Finnish Albums Chart     | 8       |
| Austrian Albums Chart    | 3       |
| Irish Albums Chart       | 10      |
| Swedish Albums Chart     | 5       |
| French Albums Chart      | 38      |
| Japanese Albums Chart    | 1       |
| New Zealand Albums Chart | 29      |
| Swiss Albums Chart       | 18      |
| German Albums Chart      | 3       |
| World Albums Chart       | 4       |

### Сертификации
| Регион                                                      | Сертификация | Продажи  |
| ----------------------------------------------------------- | ------------ | -------- |
| Австралия (ARIA)                                            | Золотой      | 35 000^  |
| Великобритания (BPI)                                        | Золотой      | 100 000^ |
| ^ Данные о тиражах приведены только на основе сертификации. |              |          |

### Синглы
| Год  | Название                 | Наивысшая позиция в чарте | Наивысшая позиция в чарте | Наивысшая позиция в чарте | Наивысшая позиция в чарте | Наивысшая позиция в чарте |
| Год  | Название                 | UK Singles Chart          | UK Rock Chart             | US Modern Rock            | US Mainstream Rock        | German Singles Chart      |
| ---- | ------------------------ | ------------------------- | ------------------------- | ------------------------- | ------------------------- | ------------------------- |
| 2007 | "Scream Aim Fire"        | 34                        | 1                         | 26                        | 16                        | 58                        |
| 2008 | "Hearts Burst into Fire" | 66                        | 1                         | —                         | 22                        | 99                        |
| 2008 | "Waking the Demon"       | —                         | 1                         | —                         | 39                        | —                         |

## Участники записи
- Мэттью Так (Matthew Tuck) — вокал, соло и ритм-гитара
- Майкл Пэджет (Michael Paget) — соло-гитара, бэк-вокал
- Джейсон Джеймс (Jason James) — бас-гитара, вокал
- Майкл Томас (Michael Thomas) — ударные, перкуссия
- Колин Ричардсон (Colin Richardson), Алек Картио (Alec Cartio) — продюсеры